# Première Nation de Sucker Creek
La Première Nation de Sucker Creek (en cri : ᓇᒦᐲ ᓰᐲᓯᐢ, namîpî sîpîsis) est une Première Nation (au sens de « bande indienne ») crie dont la réserve est située le long de la rive sud-ouest du Petit lac des Esclaves, près d'Enilda en Alberta, au Canada. Il s'agit d'une Première Nation visée par le Traité n° 8. En mars 2003, la bande compte une population enregistrée de 2 099 habitants et près de 6 000 hectares de terres, concentrées dans son unique réserve, Sucker Creek 150A. 
En mars 2003, la bande compte une population enregistrée de 2 099 habitants, mais de 3 228 personnes vingt ans plus tard, en novembre 2023.   

## Gouvernance
La bande est gouvernée par un conseil de bande élu selon un système coutumier. 
|            | 2021-2024        | 2024-2027 |
| ---------- | ---------------- | --------- |
| Chef       | Roderick Willier | -         |
| Conseiller | Connie Calliou   | -         |
| Conseiller | Brandy Giroux    | -         |
| Conseiller | Tyler Shantz     | -         |
| Conseiller | Jerry Willier    | -         |
| Conseiller | Matthew Willier  | -         |
| Conseiller | Noella Willier   | -         |

## Personnalités liées
- Lorne Cardinal, acteur